# 掛弓亭
掛弓亭，位於朝鮮兩江道惠山市。在朝鮮王朝時代修建，是惠山城南門之門樓。